# Alrhabdus johrdeae
Alrhabdus johrdeae is een eenoogkreeftjessoort uit de familie van de Augaptilidae. De wetenschappelijke naam van de soort is voor het eerst geldig gepubliceerd in 1973 door Grice.